# Пиаристы
Пиари́сты (Орден бедных регулярных клириков благочестивых школ во имя Божией Матери, лат. Ordo Clericorum Regularium Pauperum Matris Dei Scholarum Piarum, SP., SchP.) — католический монашеский орден, занимающийся обучением и воспитанием детей и молодёжи; другое название пиары.
Цель ордена — христианское воспитание детей и молодёжи в школах и конвиктах. Название произошло от школы, учрежденной создателем ордена, прозванной лат. Scholaе piaе («Благочестивые школы»). Помимо трёх традиционных монашеских обетов пиаристы дают обет «бескорыстной заботы об образовании и воспитании детей и молодёжи». Одеяние пиаристов — чёрный монашеский хабит (ряса) с чёрным поясом.

## История
Орден основал святой Иосиф Каласанс (исп. José de Calasanz, итал. Giuseppe Calasanzio). В 1597 году им в Риме была создана первая в мире общедоступная бесплатная школа. В 1602 году было учреждено церковное братство, утверждённое папой Климентом VIII. В 1617 году это братство получило статус монашеской конгрегации, а в 1621 году — монашеского ордена, получившего имя «орден пиаристов». Устав ордена утвердил папа римский Григорий XV в 1621 году.
В школах пиаристов был введён ряд важных для того времени новшеств — в программу обучения включены новые предметы, в частности, чистописание и родной язык; введена концепция разделения на классы; отменены телесные наказания, от учителей требовали уважительного отношения к ученикам.
Учебные учреждения, основанные пиаристами, стали возникать по всей Италии. Затем деятельность пиаристов вышла за пределы Апеннин, в 1641 король польский Владислав Ваза обратился к основателю ордена прислать пиаристов для школ в Польше, где они и обосновались с 1642 года. В 1665 году была учреждена польская провинция пиаристов. В Польше известными пиаристами были: Станислав Конарский, Онуфрий Копчинский, Теодор Островский, Станислав Юндзилл, Юзеф Ёнец.
Орден пиаристов был распущен папой Иннокентием Х в 1646 году после серии педерастических скандалов в неаполитанском отделе ордена, однако вскоре восстановлен сначала в виде конгрегации, а окончательно — в 1669 году. После восстановления орден распространил свою деятельность на Венгрию, Германию, Австрию, Испанию, Литву. В 1706 году он насчитывал 94 монастыря, объединённых в 8 провинций, и 950 монахов.
Пиаристы прославились во второй половине XVIII века, когда они возглавляли коллегии и семинарии и были профессорами в известных университетах. При всех пиаристских монастырях действовали коллегии.
В 1831—1842 годах царские власти закрыли все пиаристские монастыри и школы в Белоруссии и Литве, в 1863 году — в Польше. В XIX веке значительное число пиаристских монастырей было закрыто и в Западной Европе, но в Италии они продолжали активную работу. Пиаристам принадлежат заслуги по созданию новых образовательных программ на итальянском языке и создание первых специализированных школ для глухонемых. В 1870 году орден объединял 2160 монахов из 156 обителей.
В XX веке на орден обрушились тяжёлые бедствия: 272 пиариста были убиты во время Гражданской войны в Испании, многие монастыри были разрушены в период Второй мировой войны и не смогли восстановиться, были ликвидированы монастыри пиаристов в коммунистических странах Восточной и Центральной Европы. Вместе с тем во второй половине века орден начал миссию за пределами Европы — в США, Южной Америке и Японии. В 1965 году пиаристы насчитывали 2535 монахов, 179 обителей и около 80 тысяч учеников, проходящих обучение в их школах.

## Пиаристы в Речи Посполитой
В 1641 году король Владислав Ваза попросил Каласанса прислать пиаров в Речь Посполитую, чтобы избавиться от монополии иезуитов в области образования. В 1642 году пиары прибыли в Варшаву. В 1736 году в стране были созданы 2 провинции ордена — Коронная (Польская) и Литовская.
Сходство учебной программы пиаров к иезуитской и менее строгая дисциплина делали их учебные заведения популярными. В 1722 году виленский епископ Константин Казимир Бжостовский пригласил иезуитов в Вильно, а меречский староста А. Сапега пожертвовал им дворец и 2 другие каменные здания.
Монастыри и резиденции иезуитов при поддержке магнатов и шляхты появились также в Щучине (1726), Вороново (1730, переведён в 1756 году в Лиду) и Гераненах (1730), Зельве (1739), Лужках (1741), Витебске (1751), Дрогичине Надбужским (1773), где быстро образовывались и коллегиумы.
Значительные препятствия созданию сети пиаристских учреждений чинили иезуиты, которые видели в пиары своих конкурентов. Для повышения конкурентоспособности пиарской образования под руководством провинциала Коронной провинции С. Канарского в 1740-50-е гг. проведена реформа пиаристских учебных заведений, в 1750-60-е г. она затронула и Литовскую провинцию. Были расширены курсы математики, естественных и светских гуманитарных наук, введены французский и немецкий языки и др. Преподавать новые предметы должны были специально подготовленные лица по новым учебникам (переведенных или написанных пиарами), срок обучения составлял 6 лет. Значительное влияние на учебные программы иезуитов в Речи Посполитой сделала французская культура, ряд предметов преподавался по-французски, лучшие воспитанники направлялись на стажировку во Францию.
После упразднения в 1773 г. ордена иезуитов и создания Образовательной комиссии пиаре сыграли большую роль в реформировании системы образования страны в 1770-80-е гг.: подготовили большое количество проектов реформ, писали учебники (А. Каменский, А. Поплавский, Н. Прокопович). За заслуги в области образования пиаром было разрешено в 1775 приобретать новые земельные владения, в 1783 их школы в Польше выделен в отдельную округ (училище иезуитов в ВКЛ вошли в её состав в 1790 г.). В конце XVIII века на территории ВКЛ действовало 18 монастырей иезуитов.
После разделов Речи Посполитой на землях, присоединённых к Российской империи был создан Виленский учебный округ. В 1804 г. пиаристские учебные заведения были включены в этот округ и получили статус уездных училищ. Открывать новые школы пиаристам не разрешалось (исключением было основание в 1822 г. Полоцкого высшего пиаристского училища). Пиаристские учебные заведения продолжали занимать одно из ведущих мест в округе: в 1803 г. у иезуитов учились 1234 юноши, в 1816-1245, в 1822-1401. Пиаристы занимали ряд профессорских должностей в Виленском университете: С. Юндзилл, Ф. Серафимович, Ф. Галанский. В 1831-34 гг. после восстания 1830-31 годов учебные заведения иезуитов были преобразованы в 5-классные светские уездные училища или закрыты. Литовская провинция пиаристов была упразднена в 1843 г.

## Современное состояние
Пиаристы работают в 30 странах мира. По данным на 2014 год, в ордене состояло 1 330 монахов, из них 989 священников. Пиаристам принадлежит 216 обителей. Во главе ордена стоит генеральный настоятель (препозит), избираемый на 6 лет на генеральном капитуле. Генеральная курия ордена находится в Риме.